# Jezioro Popielewskie
Jezioro Popielewskie – jezioro w Polsce, położone w województwie wielkopolskim, w powiecie gnieźnieńskim, w gminie Trzemeszno, na terenie Pojezierza Żnińsko-Mogileńskiego, w dorzeczu Noteci.

## Charakterystyka
Brzegi wysokie, bezleśne. Jest to jezioro rynnowe, połączone strugami z Jeziorem Ostrowickim, Szydłowskim, Malicz, Folusz. Na zachodnim brzegu jeziora leży Trzemeszno, a na południowym znajdują się pozostałości wczesnośredniowiecznego grodziska.

## Dane morfometryczne
Powierzchnia zwierciadła wody według różnych źródeł wynosi od 292,5 ha do 308,5 ha.
Zwierciadło wody położone jest na wysokości 94,9 m n.p.m. lub 96,0 m n.p.m. Średnia głębokość jeziora wynosi 12,4 m, natomiast głębokość maksymalna 45,8 m (najgłębsze jezioro w Wielkopolsce).
Według raportu Wojewódzkiego Inspektoratu Ochrony Środowiska w Poznaniu z 2011 roku wody jeziora Popielewskiego należą do IV klasy jakości wód.